# Vivian Frederick Maynard FitzSimons
Pour les articles homonymes, voir FitzSimons.
Vivian Frederick Maynard FitzSimons est un herpétologiste sud-africain, né le 7 février 1901 à Pietermaritzburg et mort le 1er août 1975 à Pretoria.

## Biographie
Son père est l’herpétologiste Frederick William FitzSimons (1870-1951), immigré irlandais, qui dirige la première ferme à serpents du pays et qui fait paraître quatre livres sur ces animaux. Son frère est Desmond C. FitzSimons qui fonde le parc à serpents de Durban et qui dirige le laboratoire de production de sérums anti-venimeux du Cap. Vivian FitzSimons grandit à Port Elizabeth. Il reçoit un Master of Sciences à l’université Rhodes et rejoint le Transvaal Museum en 1924 où il dirige le département des vertébrés inférieurs et des invertébrés. De nombreux voyages lui permettent d’enrichir de 20 000 spécimens les collections du muséum. Il obtient un Doctorat of Sciences en 1942 à l’Université du Witwatersrand avec une thèse portant sur les lézards du pays. Il devient le directeur du muséum en 1946. Malgré de faibles ressources, il fonde une station de recherches biologiques dans le désert du Namib en 1962. Il prend sa retraite en 1966 et est remplacé par un autre herpétologiste, Willem Steyn (-1968).
Parmi ses publications, il faut citer Snakes of Southern Africa (1962) où il décrit 137 taxons différents et A Field Guide to the Snakes of Southern Africa (1970). Les deux ouvrages connaîtront des rééditions enrichies.

## Liste partielle des publications
- 1932 : Preliminary descriptions of new forms of South African Reptilia and Amphibia, from the Vernay-Lang Kalahari Expedition, 1930. Ann. Transv. Mus., 15 (1) : 35-40.
- 1933 : Description of five new lizards from the Transvaal and Southern Rhodesia. Ann. Transvaal Mus., 15 (2) : 273-280.
- 1938 : Transvaal Museum Expedition to South-West Africa and Little Namaqualand, May to August 1937 - Reptiles and Amphibians. Ann. Transvaal Mus. (Pretoria), 19 (2) : 153-209.
- 1939 : Descriptions of some new species and subspecies of lizards from South Africa. Ann. Transvaal Mus. (Pretoria) 20 (1) : 5-16.
- 1941 : Descriptions of some new lizards from South Africa and a frog from southern Rhodesia. Ann. Transvaal Mus. (Pretoria) 20 (3) : 273-281.
- 1943 : The lizards of South Africa. Transvaal Museum Memoir, n° 1 (Pretoria) : 528 p.
- 1948 : Descriptions of two new frogs from Natal and a gecko from Astove Island.  Robert Broom Commemorative Volume 1948. Special Publication of the Royal Society of South Africa : 235-242.
- 1958 : avec Charles Kimberlin Brain (1931-); A Short account of the Reptiles of the Kalahari Gemsbok National Park. Koedoe, 1 (1) : 99-104.
- 1959 : Some new reptiles from southern Africa and southern Angola. Annals of the Transvaal Museum, 23 : 405-409.

## Source
- Kraig Adler (1989). Contributions to the History of Herpetology, Society for the study of amphibians and reptiles : 202 p.  (ISBN 0-916984-19-2)